# Słubice (Mazovië)
Słubice is een dorp in het Poolse woiwodschap Mazovië, in het district Płocki. De plaats maakt deel uit van de gemeente Słubice en telt 2200 inwoners.